# 中环路 (上海)

绿色粗线条显示中环路在上海市的位置

上海中环路，又称中环线，是上海的一条封闭式环形快速机动车专用路，位于内环高架路和S20公路（外环高速）之间，是上海四条环状快速路（内环、中环、外环、绕城）之一。已全线通车。

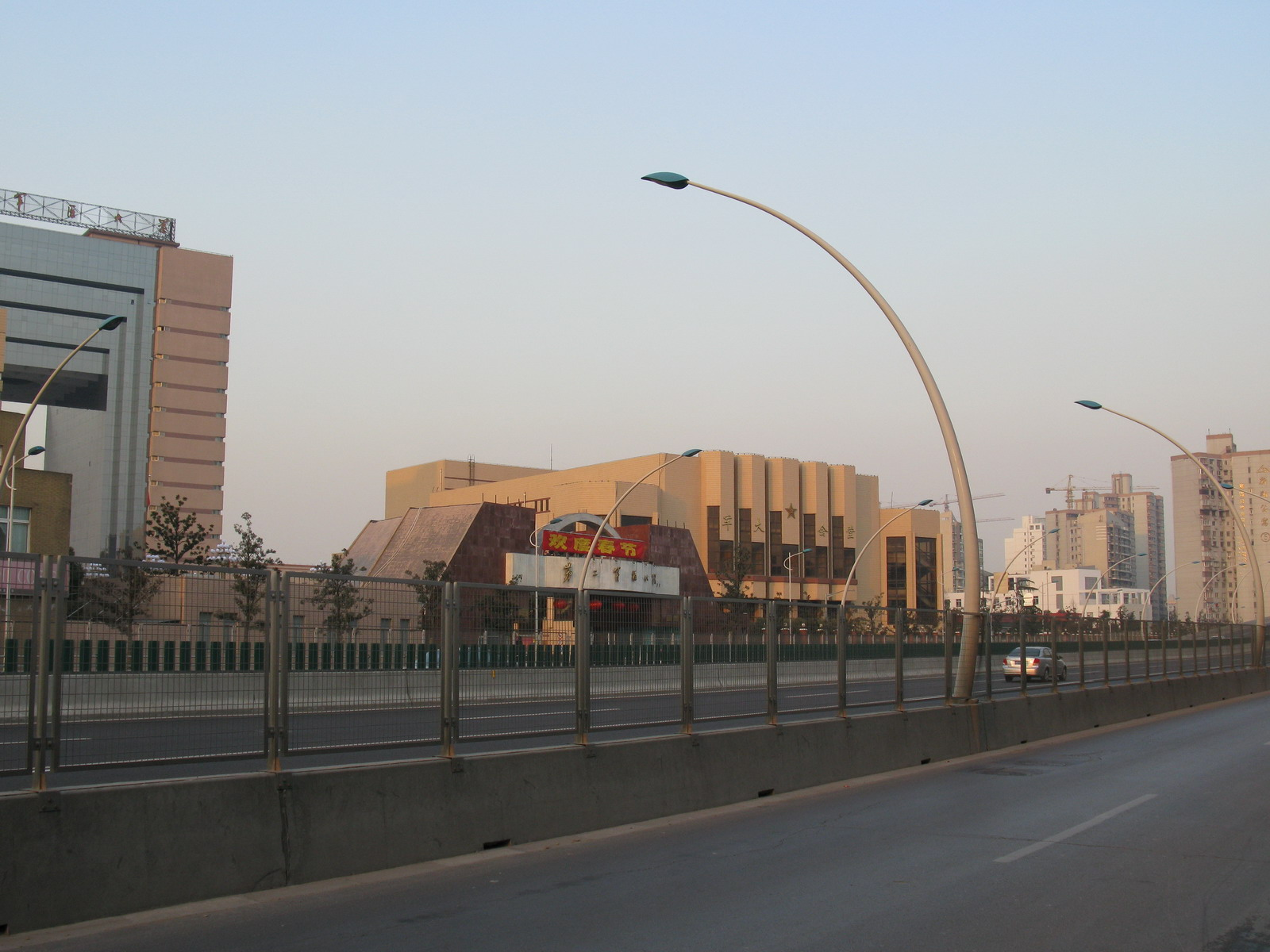
中环线翔殷路浣沙浜附近

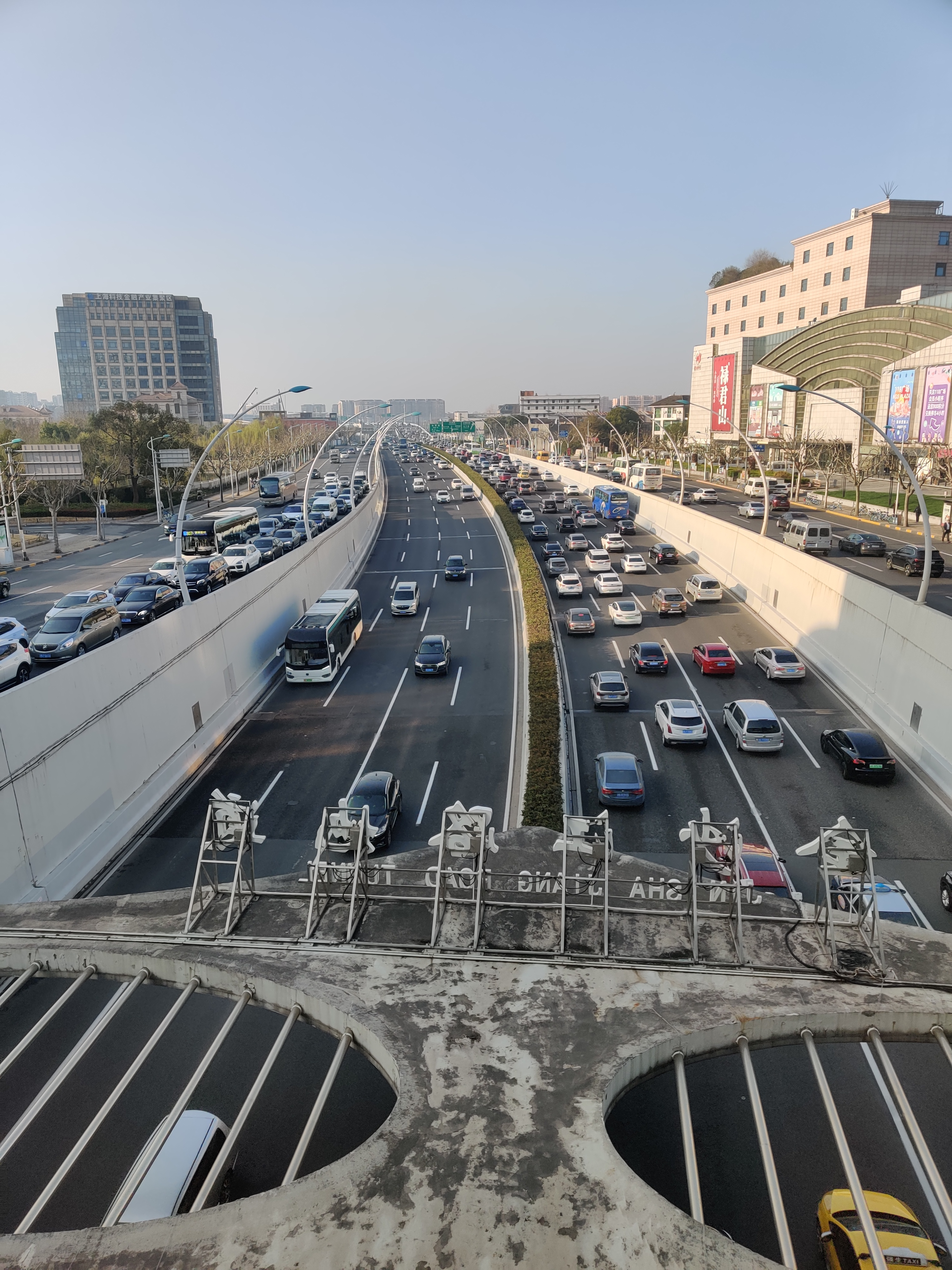
中环路金沙江路附近

## 浦东段
中环路浦东段分为南段和东段，南段西起上中路隧道浦东出入口，沿华夏西路-华夏中路，东到中环申江路立交，向北接驳浦东段东段快速路，向东接驳浦东机场北通道，南段快速路部分为华夏高架路，并且已经竣工通车。浦东段东段，线路走向数易其稿，最初的方案，规划为张江路-金桥路-军工路隧道浦东出口。现今，确定为申江路向北到龙东大道，向北偏西新辟道路，接通金桥路-锦绣东路口，沿金桥路向北接军工路隧道。军工路隧道于2011年春节竣工通车。
2009年12月，浦东段南段主线高架结构全线贯通。
2009年12月25日，浦东南段开通。
2015年9月29日，浦东东段开通。

## 限行
自2020年11月2日起，每日7时至20时，中环路全线禁止悬挂外省市号牌小客车、未载客的出租小客车及实习期驾驶人驾驶的小客车通行（周六、周日、法定节假日除外）。

## 上下匝道及出入口
- 军工路隧道出入口（内圈上，外圈下）
- 周家嘴路匝道（内圈下）
- 控江路匝道（外圈上）
- 中环军工路立交
- 民星路匝道（内圈上、外圈上下）
- 国和路（国定东路）匝道（内圈上、外圈上下）
- 国定路匝道（内圈下）
- 曲阳路匝道（外圈下）
- 大柏树立交
- 广粤路匝道（内圈下、外圈上下）
- 中环共和新路立交
- 万荣路匝道（内圈下）
- 原平路匝道（外圈下）
- 沪太路匝道（内圈上、外圈上）
- 中环沪嘉立交
- 真华路匝道（内圈下）
- 真南路（新村路）匝道（内圈上、外圈下）
- 华灵路（古浪路）匝道（内圈下）
- 真南路匝道（外圈上）
- 芝川路（金鼎路）匝道（内圈上）
- 桃浦路匝道（内圈下）
- 铜川路匝道（外圈下）
- 中环武宁路立交
- 金沙江路匝道（内圈上下、外圈上下）
- 北翟路匝道（内圈上下、外圈上下）
- 天山（西）路匝道（内圈上、外圈下）
- 仙霞（西）路匝道（内圈下、外圈上下）
- 吴中路匝道（内圈上下、外圈上下）
- 漕宝路匝道（内圈上下、外圈上下）
- 顾戴路（江安路）匝道（内圈上、外圈下）
- 虹梅路立交
- 上中西路匝道（内圈上、外圈下）
- 虹梅南路高架立交
- 龙川（北）路匝道（内圈下、外圈上）
- 林浦路匝道（内圈上、外圈下）
- 济阳路匝道（内圈上下、外圈上下）
- 上南路匝道（内圈上下、外圈上下）
- 杨高南路匝道（内圈上下、外圈上下）
- 锦绣路匝道（内圈上下、外圈上下）
- 金科路匝道（内圈上下、外圈上下）
- 中环申江路立交
- 高科中路匝道（内圈上下、外圈上下）
- 申江路匝道（外圈下，内圈上）
- 中环杨高中路立交
- 张杨路（内圈上下，外圈上下）